# Киргизско-узбекистанские отношения
Киргизско-узбекистанские отношения — двусторонние дипломатические отношения между Кыргызстаном и Узбекистаном в политической, экономической, культурной и иных сферах.
Страны являются членами СНГ, ШОС и ОТГ.

## История
Взаимоотношения между современными Кыргызстаном и Узбекистаном восходят глубокой древности и строятся на общности культур, языковой близости, общей истории и религии исторически единого региона.
В первые годы независимости двух стран имелся вопрос неурегулированности общих границ, который своими корнями восходил к национально-территориальному размежеванию середины 1920 годов, когда территория мультиэтнической некогда единой Ферганской долины была разделена между тремя республиками. И после обретения независимости в 1991 году, были установлены пограничные контроли, это создало определённые трудности для населения этих государств, живущих в приграничных зонах. Таким образом для Кыргызстана стали проблемой отношения с соседним Узбекистаном, который под руководством президента Ислама Каримова стал сильнейшим государством в регионе. Узбекистан доминировал в южной части Кыргызстана как в экономическом, так и в политическом отношении исходя из наличия большого по численности узбекского населения в этом регионе, а также из-за экономических и географических факторов. Большая часть Кыргызстана зависела от поставок Узбекистаном природного газа. Несколько раз Ислам Каримов достигал поставленных политических целей, прекращая экспорт газа по трубопроводам или изменив условия поставок газа Кыргызстану. В то же время в ряде телевизионных выступлений, транслируемых в Ошской и Джалал-Абадской областях Кыргызстана, Ислам Каримов обращался к президенту Кыргызстана Аскару Акаеву со значительной степенью снисходительности, а тот, в свою очередь, отзывался о лидере Узбекистана с уважением. Делимитации около 15 % (около 200 км) узбекско-кыргызской границы мешали серьёзные споры по поводу анклавов и других областей.
После прихода в 2016 году к власти в Узбекистане Шавката Мирзиёева, а также смены президента Кыргызстана наметилась положительная динамика во взаимоотношениях двух стран. Культурный взаимообмен обмен между странами в приграничных областях увеличился.
В марте 2018 года Узбекистанская железная дорога запустила новый маршрут, который соединил Ташкент с Балыкчы.
Процесс делимитации границ между двумя странами завершился 27 января 2023 года

## Экономические отношения
В 2019 году объём товарооборота между странами достиг суммы 500 миллионов долларов США, по сравнению со 160,5 млн долларов США за аналогичный период прошлого года.
Узбекистан экспортирует в Кыргызстан грузовики. В январе—июле 2023 года было поставлено 765 грузовиков.
В 2024 году в Кыргызстане в поселении Ак-Суу открылся совместный узбекско-кыргызский завод по сборке автомобилей из машинокомплектов UzAuto Motors.
В 2024 году объём товарооборота между странами достиг суммы $ 846.4 миллионов. В структуре двусторонней торговли экспорт составил $513,3 миллиона, а импорт — $333,1 миллиона, что свидетельствует о положительном сальдо внешней торговли для Кыргызстана.

## Дипломатические отношения
Дипломатические отношения между странами были установлены 16 февраля 1993 года.
Кыргызстан имеет посольство в Ташкенте. Действует посольство Узбекистана в Бишкеке.
Посол Кыргызской Республики в Узбекистане Ибрагим Жунусов, эстрадный певец и деятель культуры Кыргызстана, который свободно владеет узбекским языком.
Посол Кыргызской Республики в Узбекистане — Муса Жаманбаев.

## Послы

### Послы Узбекистана
- Камиль Рашидов (2013—2019)
- Хуршид Мирзахидов (с 2019)[14]

### Послы Кыргызстана
- Муса Джаманбаев (с 8 апреля 2022)[15]